# Shopian (Distrikt)
Distrikt Shopian (Urdu شوپیاں ضلع), auch Shopiyan, ist ein Verwaltungsdistrikt im Kaschmirtal im indischen Unionsterritorium Jammu und Kashmir.
Der Distrikt Shopian entstand 2007, als er aus dem damaligen Distrikt Pulwama herausgelöst wurde.
Der Verwaltungssitz des Distrikts ist die Stadt Shopian.

## Bevölkerung
Nach der Volkszählung von 2011 hatte der Distrikt 266.215 Einwohner. Damit lag er auf Rang 577 von 640 Distrikten in Indien. Die Bevölkerungsdichte betrug 853 Einwohner pro Quadratkilometer. Der Bevölkerungszuwachs von 2001 bis 2011 betrug 25,85 %. Die Geschlechterverteilung des Distrikts waren 951 Frauen auf 1000 Männer. Die Alphabetisierungsrate lag bei 60,76 %.